# Live at Montreux 2010
Live at Montreux 2010 es un álbum en vivo del guitarrista norirlandés de blues rock y hard rock Gary Moore, publicado en 2011 a través de Eagle Records. Fue grabado el 6 de julio de 2010 en el Festival de Jazz de Montreux, siendo su última presentación grabada para un disco antes de su muerte el 6 de febrero de 2011. Alcanzó el puesto 10 en la lista Top Blues Albums de los Estados Unidos.
Para dicho concierto Gary incluyó varios temas de la década de los ochenta, cargado mayoritariamente en el disco Wild Frontier. y además tocó tres nuevas pistas; «Days of Heroes», «Where Are You Now?» y «Oh Wild One» para promocionar su futuro álbum influenciado en la música celta, el cual nunca llegó al mercado por su repentina muerte.
Además fue publicado en los formatos DVD y Blu-ray el que incluyó más canciones del concierto. Además y en algunas versiones en estos dos formatos, fueron incluidos cuatro temas tomados de su presentación en el Festival de Jazz de Montreux del año 1997 como pistas adicionales.
Cabe señalar que en esta presentación vuelve a trabajar con el teclista Neil Carter, que había colaborado con él en la mayoría de los discos de los años ochenta y que permaneció tocando con Gary hasta el fallecimiento de éste.

## Lista de canciones
Todas las canciones escritas por Gary Moore, a menos que se indique lo contrario.

| N.º | Título                               | Escritor(es)                               | Duración |  |
| 1.  | «Over the Hills and Far Away»        |                                            | 7:10     |  |
| 2.  | «Military Man»                       | Phil Lynott                                | 6:00     |  |
| 3.  | «Days of Heroes» (nueva canción)     |                                            | 3:59     |  |
| 4.  | «Where Are You Now?» (nueva canción) |                                            | 6:45     |  |
| 5.  | «So Far Away/Empty Rooms»            | Moore, Neil Carter, Mo Foster, Ray Russell | 11:48    |  |
| 6.  | «Oh Wild One» (nueva canción)        |                                            | 6:40     |  |
| 7.  | «Blood of Emeralds»                  |                                            | 8:23     |  |
| 8.  | «Out in the Fields»                  | Moore, Lynott                              | 7:43     |  |
| 9.  | «Walking by Myself»                  | Jimmy Rogers                               | 5:06     |  |
| 10. | «Johnny Boy»                         |                                            | 3:12     |  |
| 11. | «Parisienne Walkways»                | Moore, Lynott                              | 10:52    |  |

| Formato DVD - Blu-ray |                                 |          |  |
| N.º                   | Título                          | Duración |  |
| 1.                    | «Over the Hills and Far Away»   | 7:10     |  |
| 2.                    | «Thunder Rising»                |          |  |
| 3.                    | «Military Man»                  | 6:00     |  |
| 4.                    | «Days of Heroes»                | 3:59     |  |
| 5.                    | «Where Are You Now?»            | 6:45     |  |
| 6.                    | «So Far Away/Empty Rooms»       | 11:48    |  |
| 7.                    | «Oh Wild One»                   | 6:40     |  |
| 8.                    | «Blood of Emeralds»             | 8:23     |  |
| 9.                    | «Out in the Fields»             | 7:43     |  |
| 10.                   | «Still Got the Blues (For You)» |          |  |
| 11.                   | «Walking by Myself»             | 5:06     |  |
| 12.                   | «Johnny Boy»                    | 3:12     |  |
| 13.                   | «Parisienne Walkways»           | 10:52    |  |

| Pistas adicionales formato DVD - Blu-ray (grabado en Montreux, 1997) |                       |          |  |
| N.º                                                                  | Título                | Duración |  |
| 14.                                                                  | «One Good Reason»     | 3:09     |  |
| 15.                                                                  | «Oh Pretty Woman»     | 4:38     |  |
| 16.                                                                  | «Still Got the Blues» |          |  |
| 17.                                                                  | «Walking by Myself»   | 4:16     |  |

## Músicos
- Gary Moore: voz y guitarra eléctrica
- Neil Carter: teclados, guitarra rítmica y coros
- Jonathan Noyce: bajo
- Darrin Mooney: batería